# Koerakuiv
Koerakuiv est une île d'Estonie.